# Krupceatka, Luhînî
Krupceatka (în ucraineană Крупчатка) este un sat în așezarea urbană Luhînî din raionul Luhînî, regiunea Jîtomîr, Ucraina.

## Demografie
Componența lingvistică a localității Krupceatka
     Ucraineană (100%)
Conform recensământului din 2001, toată populația localității Krupceatka era vorbitoare de ucraineană (100%).